# Smrt Panny Marie z Hazlova
Smrt Panny Marie z Hazlova (1500–1520) je rozměrný pozdně gotický reliéf, který zřejmě tvořil střed oltářního nástavce v kostele Povýšení svatého Kříže v Hazlově (Haslau) v okrese Cheb. Jde o dílo nadprůměrné řezbářské kvality se vzácně dochovanou původní polychromií. Od konce 19. století byl reliéf uložen v chebském muzeu a později převeden do sbírek Galerie výtvarného umění v Chebu.

## Popis a zařazení
Reliéf z lipového dřeva o rozměrech 54 × 108 × 10,5 cm je sestaven ze čtyř desek. Chybí levá ruka Panny Marie, obě ruce sv. Jana, pravá ruka sv. Petra, levá ruka apoštola u hlavy lůžka, křídla andělíčka, poutnická hůl sv. Jakuba. Polychromie i zlacení je původní, z počátku 16. století. Reliéf byl restaurován K. Stádníkem (1970), J. Živným (1994) a P. Blattným (2008).
Panna Marie leží na smrtelném loži obklopena dvanácti apoštoly. Po její levici je drobný anděl, který drží svíci. Nejblíže Marii je sv. Jan, který jí hledí do očí a drží ji za ruce, a čtoucí sv. Petr, který stojí za ním. Tři klečící apoštolové v popředí čtou modlitby z rozevřených knih. Na levé straně uzavírá scénu apoštol s kadidelnicí zobrazený v nápadné torzi, která má naznačit svižný pohyb. Čtyři apoštolové vpravo jsou pohrouženi do smutku, dva se drží za ruce a jeden si pláštěm osušuje slzy. Všední rekvizitou, která do ceremoniálního výjevu nezapadá, je noční mísa ve tvaru kalichu pod Mariinou postelí.
Řezbářský mistr se dobře vyrovnal se složitou mnohafigurální kompozicí, ale nepodařilo se mu jednotlivé části pevněji organicky skloubit nebo odstínit více prostorových plánů. Jeho řezba vyniká smyslem pro detail a snahou neustrnout v navyklých schématech. Modelaci oživuje i pohyb a pestrost motivů drapérií. Podobný systém vlajících drapérií a řasení dlouhých přehybů byl ve starší literatuře vztahován k okruhu Veita Stosse. Výjev je rozdělen na dvě nestejné poloviny lůžkem Panny Marie, ke kterému směřují diagonály od nejvyšších postav apoštolů. Nejvíce plasticky je pojednána samostatná skupina vlevo. Apoštolové na pravé straně jsou navzájem i s ležící Pannou Marií organičtěji provázáni a důmyslným prokomponováním postav se sochař vyhnul i umístění hlav ve stejné výšce. Tváře jsou stylizované, ale nadprůměrná kvalita řezby jim dává půvab i specifické individuální rysy. Šat apoštolů je zpracován v nízkém reliéfu za použití několika základních schémat.
Pro reliéf z Hazlova je možno nalézt řadu analogií v řezenském řezbářství první čtvrtiny 16. století. Podobná schémata tváří se vyskytují na reliéfu Mučení a pohřeb sv. Biskupa (Městské muzeum Regensburg), analogické obličejové typy i záhybový systém drapérií mají i reliéfy sv. Jana na Patmu a sv. Jana v chrámu v Hemau. V západních Čechách lze nalézt paralelu v soše sv. Pavla (Západočeské muzeum v Plzni), která má natolik podobnou řezbu obličeje, že mohla vzejít ze stejné dílny jako reliéf z Hazlova.
Výjev má představovat moralizující příklad "dobré smrti" nebo alegorii Církve. Absence Krista, který v podobných vyobrazeních přijímá duši Panny Marie, může naznačovat, že reliéf byl součástí většího celku. Např. oltář farního kostela v Bützow (1503, Mistr Bützovského oltáře) má scény Zesnutí, Nanebevzetí a Korunování anděly seřazeny nad sebou. Kolem Mariina nanebevzetí panovala uvnitř církve nejednota již od středověku a výklad o vzetí na nebe "s tělem i duší" se stal článkem víry až roku 1955.
Ve Francích a na jihu Německa se zachovala řada děl s tématem Smrt Panny Marie. Inspirací mohl být rozměrný mědiryt Martina Schongauera (1460–1488) i jeho zjednodušená varianta, jejímž autorem byl Václav z Olomouce. Řada reliéfů s touto scénou vznikla rovněž v okruhu Tilmana Riemenschneidera (oltář z Würzburku, 1510) a Erasma Grassera. Reliéf Zesnutí Panny Marie je rovněž ve sbírce Západočeského muzea v Plzni.

### Jiná díla
- Oltář v Bützow (1503)
- Zesnutí Panny Marie, Západočeské muzeum v Plzni

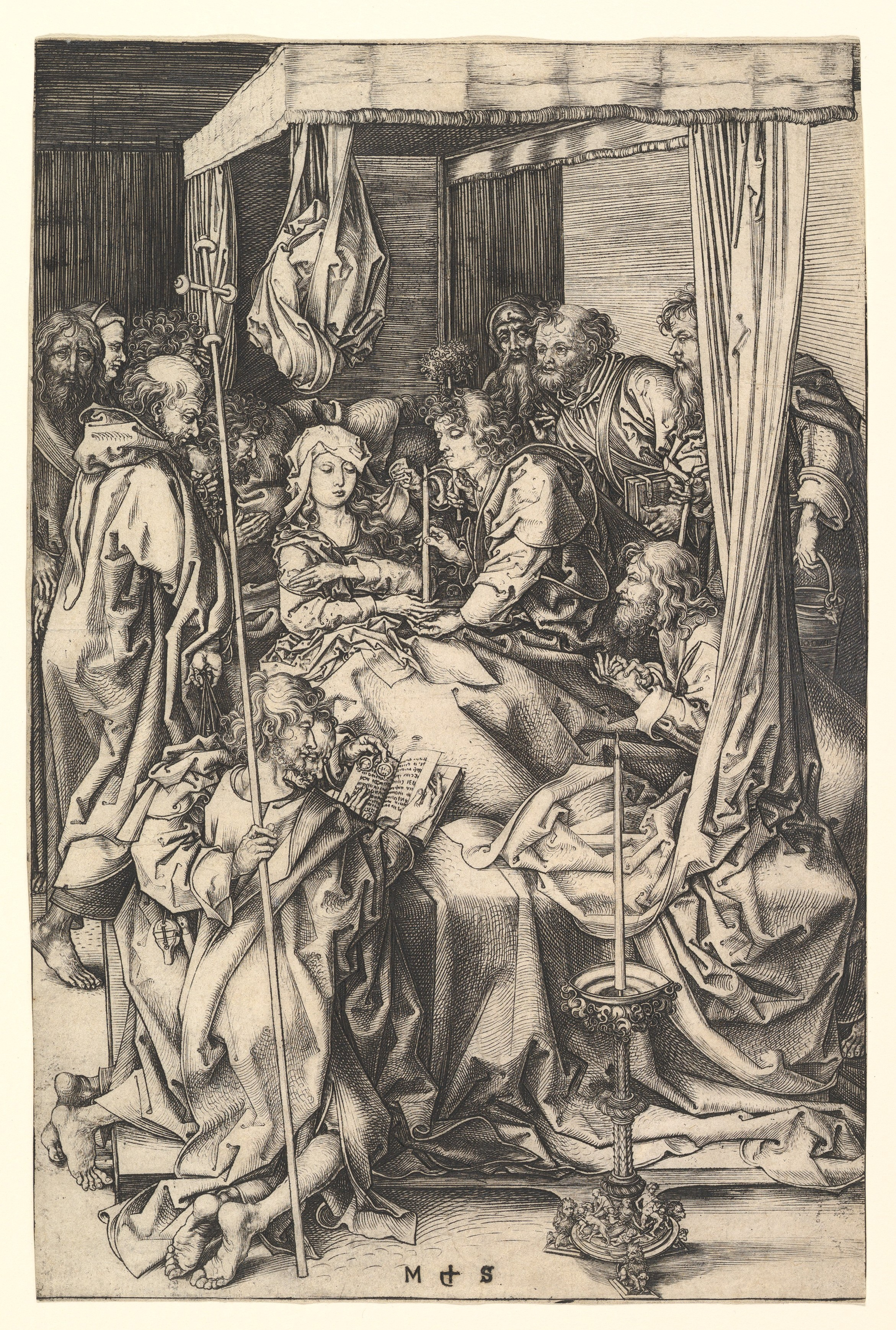
Martin Schongauer, Smrt Panny Marie (1460–1488)
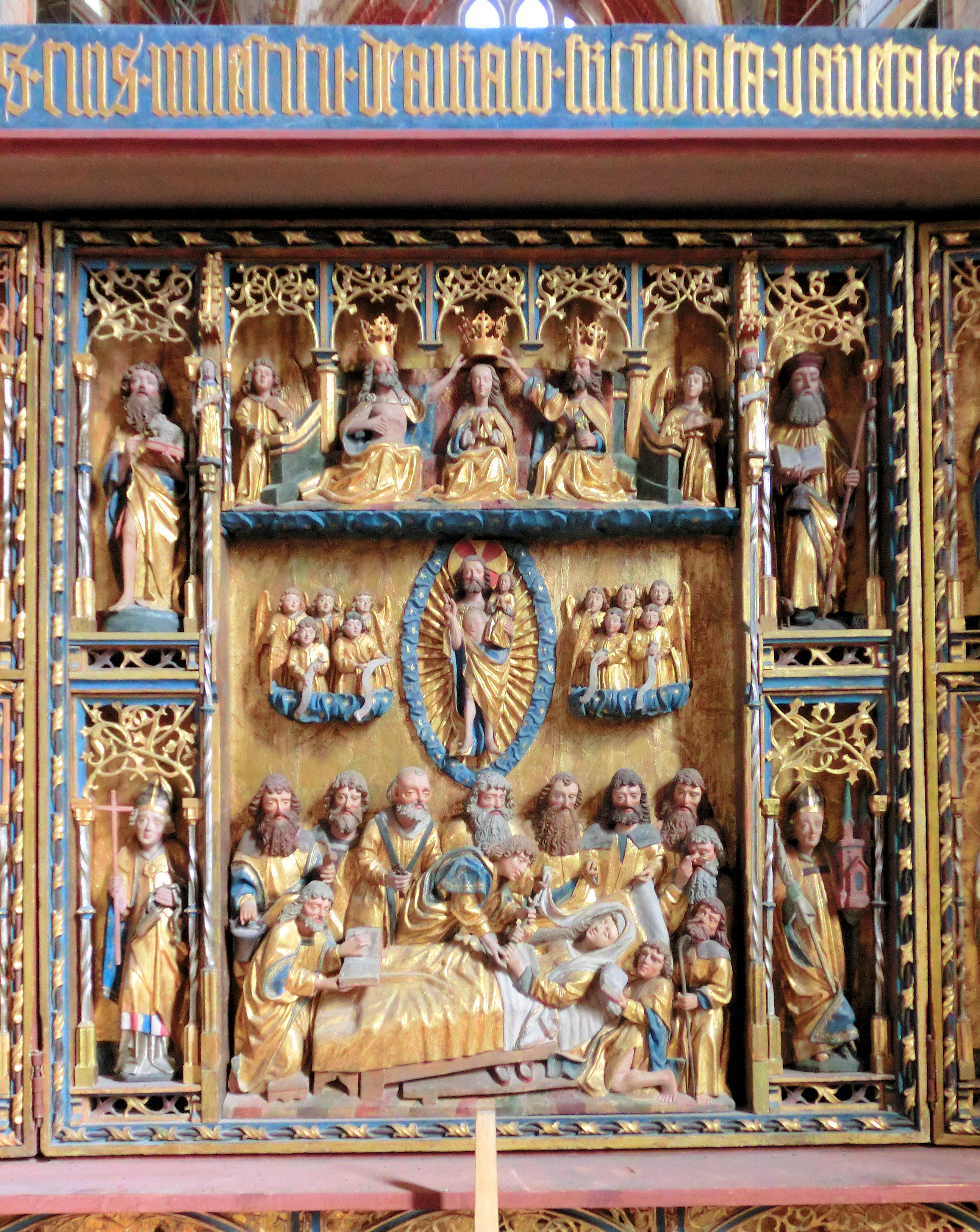
Střed oltáře, Bützow
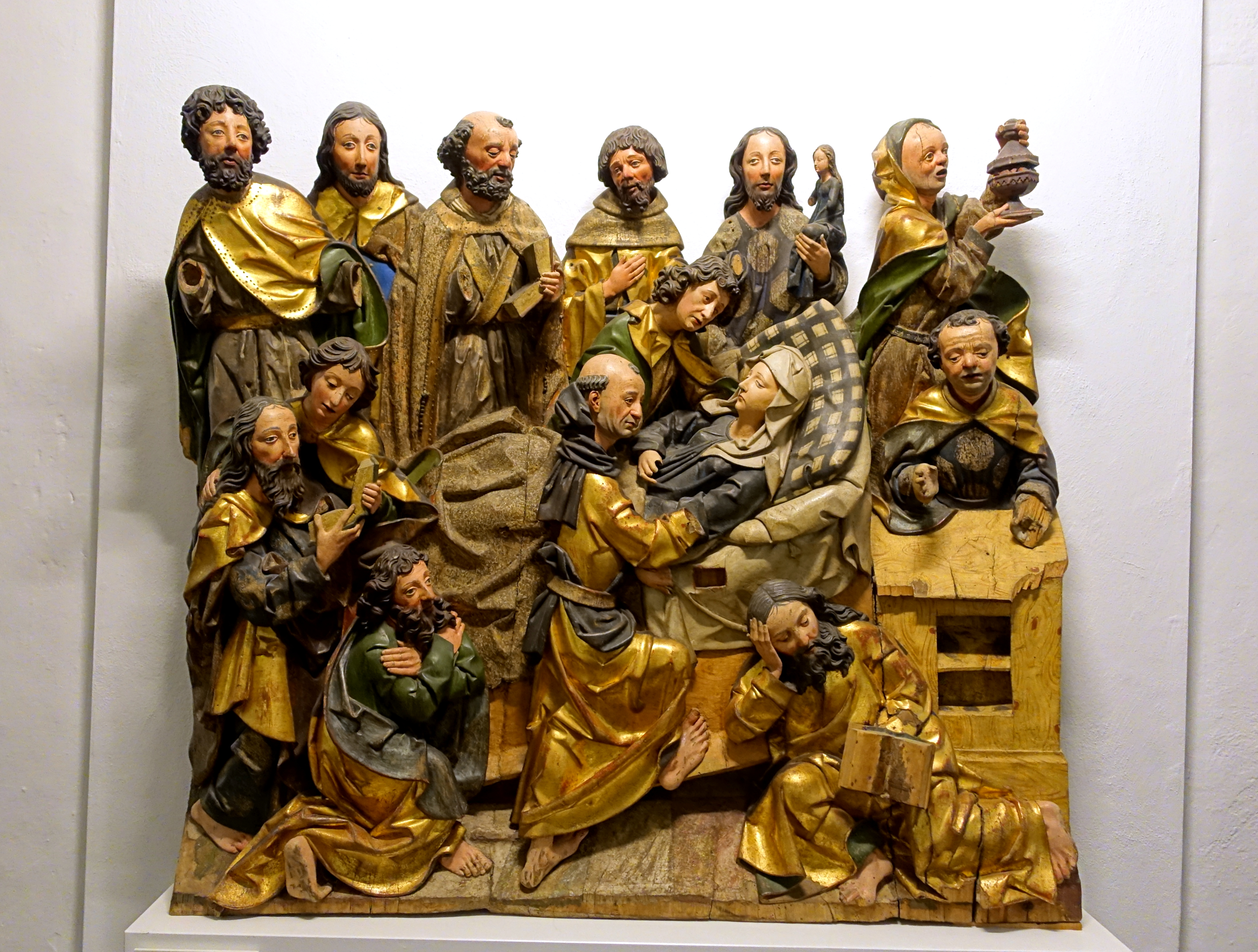
Smrt Panny Marie, pravděpodobně Norimberk (kolem 1490), Mainfränkisches Museum – Würzburg
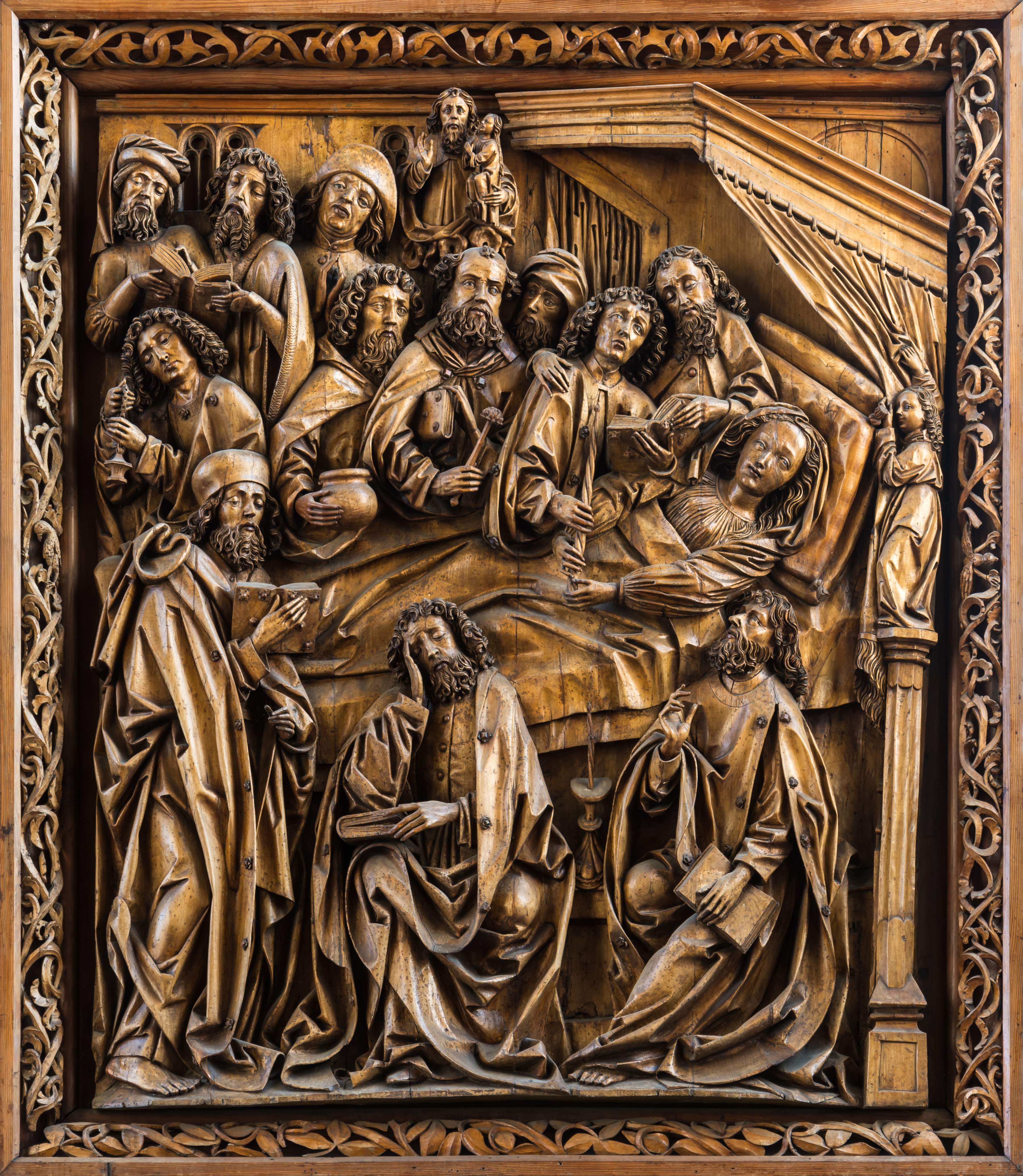
Smrt Panny Marie, Mistr Kefermarktského oltáře (kolem 1497)
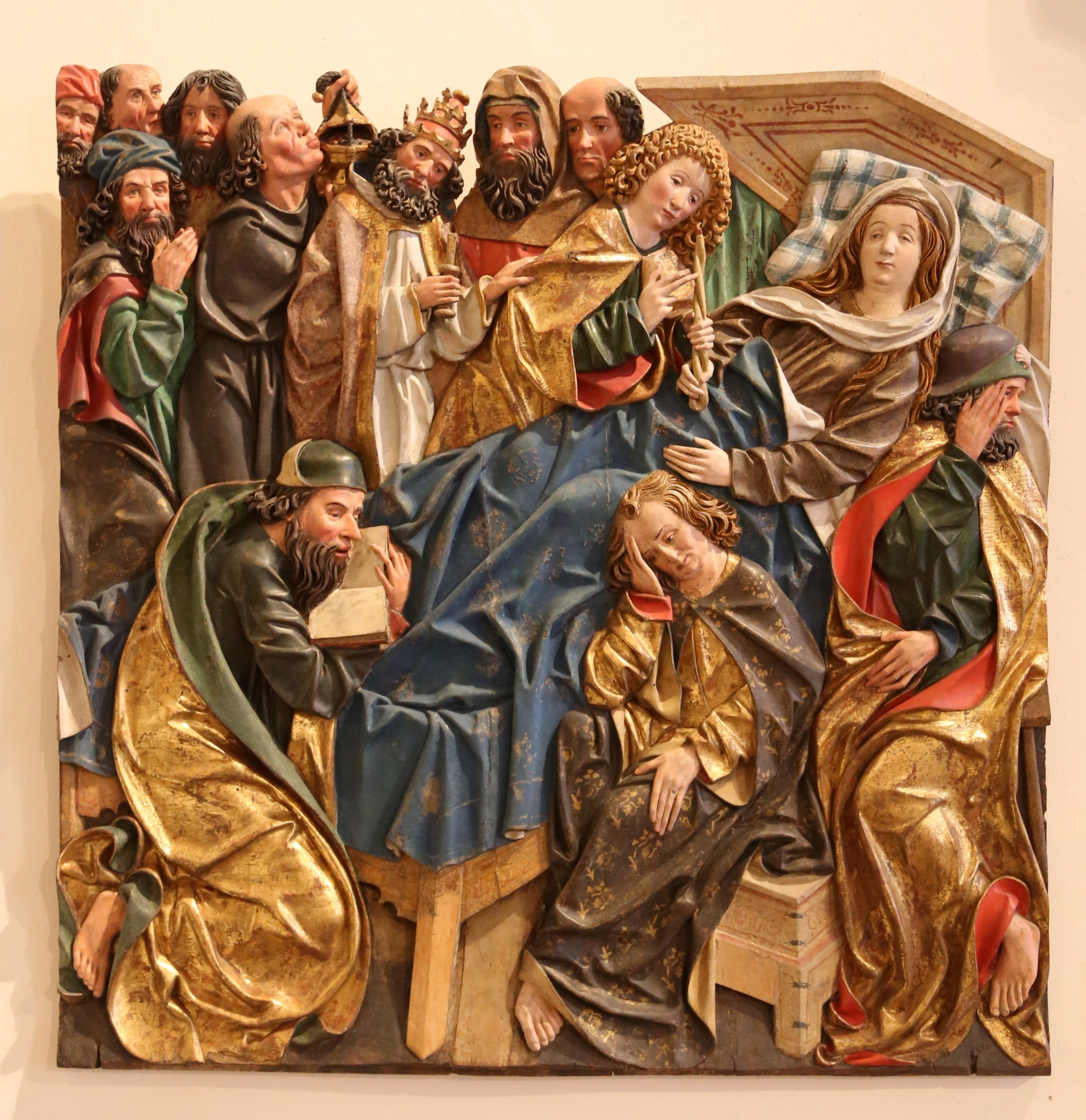
Smrt Panny Marie, Erasmus Grasser (okruh)